# كلود فرانس
كلود فرانس (بالفرنسية: Claude France)‏ هي ممثلة فرنسية، ولدت في 9 مارس 1893 في إمدن في ألمانيا، وتوفيت في 3 يناير 1928 في باريس في فرنسا بسبب اختناق.

## وصلات خارجية
- كلود فرانس على موقع IMDb (الإنجليزية)
- كلود فرانس على موقع ألو سيني (الفرنسية)
- كلود فرانس على موقع أول موفي (الإنجليزية)
- كلود فرانس على موقع قاعدة بيانات الأفلام السويدية (السويدية)
- كلود فرانس على موقع قاعدة بيانات الفيلم (الإنجليزية)
- كلود فرانس على موقع كينوبويسك (الروسية)